# Brauerei Lohmen
Die Brauerei Lohmen war eine Bierbrauerei in Lohmen in der Sächsischen Schweiz.

## Geschichte
H. Büttner gründete 1872 die Brauerei Brauerei & Mälzerei H. Büttner. Braumeister Otto Hoyer übernahm diese 1888 und benannte sie um in Brauerei Lohmen. 1935 wurde sie von Hans Hoyer übernommen. 
1939 produzierte die Brauerei Obergärige Biere und Limonaden, sie verfügte über ein Sudhaus und eine eigene Mälzerei. Drei Arbeiter und Angestellte produzierten 1400 Hektoliter jährlich.
Hoyer musste 1939 den Braubetrieb kriegsbedingt einstellen. 1947 wurde der Brauereibetrieb wieder aufgenommen. 1960 wurde die Brauerei in die PGH der Getränkehersteller integriert als Basteiquell Lohmen. 1972 wurde sie verstaatlicht. 
Bis 1974 produzierte man unter der Bezeichnung VEB (K) Basteiquell Lohmen, danach als VEB Basteiquell Lohmen. Sie produzierte für VEB Basteiquell Lohmen im VEB Margon im VEB Dresdner Brauereien und ab 1978 als VEB Basteiquell Lohmen im VEB Getränkeversorgung Pirna im VE Getränkekombinat Dresden. 
1985 erfolgte dann Lohnproduktion als VEB Feldschlösschen Brauerei Dresden im VE Getränkekombinat Dresden, BT Basteiquell Lohmen. Die Produktion bestand nun nur noch aus dem Lohmener Doppel-Caramel Malzbier. 1987 wurde die Brauerei geschlossen.

## Biersorten
Brauerei Otto Hoyer
- Bock
- Doppel-Caramel
- Einfach-Bier
- Spezial-Pilsner
- Weizenbier

PGH Basteiquell Lohmen
- Doppel-Caramel
- Malzbier
- Vollbier Hell

VEB Basteiquell Lohmen
- Doppel-Caramel Malzbier